# Darren Sidoel
Darren Sidoel (Den Haag, 10 maart 1998) is een Nederlands voetballer die als verdediger speelt.

## Carrière
Darren Sidoel zat in het seizoen 2016/17 twee keer op de bank bij Jong Ajax, zonder in actie te komen. Hij debuteerde voor Jong Ajax in de Eerste divisie op 18 augustus 2017, in de met 1-2 gewonnen uitwedstrijd tegen SC Cambuur. Hij scoorde het openingsdoelpunt voor Jong Ajax, en werd in de 74e minuut vervangen door Robin Schouten. Met Jong Ajax werd hij kampioen in de Eerste divisie 2017/18. Hierna ging hij naar het Engelse Reading. Na een halfjaar werd hij verhuurd aan het Belgische KSV Roeselare. In juli 2019 werd zijn contract bij Reading ontbonden. Hij vervolgde zijn loopbaan in Bulgarije bij Arda Kardzjali. Medio 2020 ging Sidoel naar Córdoba CF. Op 1 februari 2021 werd hij verhuurd aan Hércules Alicante. In september 2021 ging Sidoel naar SC East Bengal dat uitkomt in de Indian Super League. Medio 2022 liep zijn contract af en zat hij enige tijd zonder club. Van september 2023 tot en met januari 2025 kwam Sidoel in Denemarken uit voor AB in de 2. division. In juli 2025 ging hij voor het IJslandse UMF Grindavík spelen dat uitkomt in de 1. deild karla.

### Statistieken
| Seizoen                    | Club            | Land           | Competitie      | Competitie | Competitie | Beker | Beker | Totaal | Totaal |
| Seizoen                    | Club            | Land           | Competitie      | Wed.       | Dlp.       | Wed.  | Dlp.  | Wed.   | Dlp.   |
| -------------------------- | --------------- | -------------- | --------------- | ---------- | ---------- | ----- | ----- | ------ | ------ |
| 2016/17                    | Jong Ajax       | Nederland      | Eerste divisie  | 0          | 0          | –     | –     | 0      | 0      |
| 2017/18                    | Jong Ajax       | Nederland      | Eerste divisie  | 16         | 1          | –     | –     | 16     | 1      |
| 2018/19                    | Reading FC      | Engeland       | Championship    | 0          | 0          | 0     | 0     | 0      | 0      |
| 2018/19                    | → KSV Roeselare | België         | Eerste klasse B | 4          | 0          | 0     | 0     | 4      | 0      |
| Carrièretotaal             | Carrièretotaal  | Carrièretotaal | Carrièretotaal  | 20         | 1          | 0     | 0     | 20     | 1      |
| Bijgewerkt op 24 juni 2018 |                 |                |                 |            |            |       |       |        |        |